# Mellanblodbi
Mellanblodbi (Sphecodes ephippius) är en biart som först beskrevs av Carl von Linné 1767.  Mellanblodbi ingår i släktet blodbin och familjen vägbin. Inga underarter finns listade.

## Beskrivning
Huvud och mellankropp har svart grundfärg. Honan har kraftiga käkar medan hanen har tät, vit behåring i ansiktet. Stora delar av bakkroppen är röd, men omfattningen varierar mellan könen: Honans bakkropp är röd på tergiterna 1 till 3, tergit 3 dock med svart bakkant; resten av hennes bakkropp är svart. Hanens bakkropp är röd på kanterna av tergit 1 och nästan helt röd på tergit 2 med undantag för ett tvärband på mitten. Resten av bakkroppen är svart. Honan blir 6 till 9 mm lång, hanen 5 till 6 mm.
Arten är svår att skilja från andra blodbin, inte minst honan, på grund av hennes variabla storlek.

## Ekologi
Habitaten är växlande, gärna torra sandmarker som sandmarker, grustäkter, torrbackar, ruderatmarker och halvöknar, men även gräsmarker, buskageområden, åker- och betesmark, bebyggda områden och trädgårdar.
De parade, övervintrande honorna flyger från mitten av mars till juni, medan den senare generationens flygtid infaller under juli till oktober (som hos de allra flesta blodbin är det bara honorna som övervintrar; "den senare generationen" är alltså dessas avkomma). Arten är polylektisk, den är inte specialiserad i födovalet, utan hämtar nektar från flera olika växtfamiljer, som korgblommiga växter (maskrosor, gråfibbla, vårkorsört, baldersbrå och kanadensiskt gullris), rosväxter (småfingerört) samt flockblommiga växter (vildmorot).
Som alla blodbin är honan boparasit; hon bygger inga egna bon, utan lägger sina ägg i bon av andra bin. I samband med äggläggningen dödar honan värdägget eller -larven, så hennes avkomma ostört kan leva på det insamlade matförrådet. Antalet värdarter är stort, åtminstone 18 sådana är kända, som bland andra smalbina Lasioglossum laticeps, fibblesmalbi, Lasioglossum malachurum, lersmalbi, reliktsmalbi, svartsmalbi, alvarsmalbi och Lasioglossum prasinum, sandbina mosandbi, bandsandbi, stäppsandbi, märgelsandbi, småsandbi, ärtsandbi och silversandbi samt bandbina ängsbandbi, Halictus maculatus och skogsbandbi.

## Utbredning
Utbredningsområdet omfattar Europa till 62°N, inklusive Storbritannien och Skandinavien. Arten förekommer även i Nordafrika från Marocko till Egypten, i Turkiet och genom Asien till Japan.
I Sverige är arten vanlig i Götaland och Svealand, inräknat Öland och Gottland. Ett fåtal fynd har gjorts i södra Norrland (Hälsingland och Ångermanland).
I Finland finns arten bara på Åland och längs sydkusten, med något enstaka fynd i södra Södra Savolax.

## Status
Arten är rödlistad som nära hotad ("NT") i Finland medan den inte är rödlistad i Sverige, utan klassificerad som livskraftig ("LC").